# Joaquín Romero de Cepeda
Joaquín Romero (de) Çepeda o Cepeda (Badajoz, c. 1540–¿?), fue un escritor, poeta y dramaturgo español del renacimiento.

## Biografía
De una familia acomodada, tuvo dos hermanos, Andrés y José. Se casó con María Rodríguez, de la que tuvo tres hijos (Isabel, Juan e Isabel, esta del mismo nombre que la primera porque tal vez falleció, costumbre antigua bastante asentada), bautizados en la pacense iglesia de San Juan. Buena parte de su obra poética fue de circunstancias, dedicada por ejemplo a festejar hechos acontecidos en la ciudad de Badajoz. Así, compuso varios romances para celebrar la llegada del rey portugués don Sebastián camino de Guadalupe al encuentro de Felipe II en 1576. Dos años después, dedicó dos sonetos a despedir al doctor San Clemente Torquemada, magistral de la Catedral pacense, cuando iba a ocupar la diócesis de Orense. En 1580 describe en tres nuevos sonetos la llegada a Badajoz de Felipe II para tomar posesión del Reino de Portugal. En un romance posterior deja nota del paso por Badajoz otra vez del monarca con las tropas del duque de Alba a la muerte del cardenal rey don Enrique de Portugal.
En sus Obras usó una notable variedad de metros y un estilo predominantemente de corte garcilasiano e italianizante, escribiendo tercetos, octavas, sonetos e incluso sextinas, aunque él no rechazó la métrica de arte menor castellana, ni los motes y juegos cortesanos a que tan aficionada era la lírica cancioneril del siglo XV; incluyó en estas Obras dos piezas dramáticas: la Comedia salvaje, de género celestinesco, y la Comedia metamorfosea, de carácter pastoril y amoroso, ambas en verso. Similar variedad se aprecia en los géneros literarios que cultivó: casi todos los comunes en su época, añadiendo a los citados la novela caballeresca moralizada en dos partes (la primera es una especie de espejo de príncipes) Historia de Rosián de Castilla, el género didáctico con las fábulas de su Vida de Esopo frigio, la ascética con su Conserva espiritual, en verso, y la epopeya culta con los diez relatos en prosa y los veinte cantos en romance aconsonantado de su La destruyción de Troya. Esta modesta epopeya se inspira más en los mitógrafos Dictis Cretense y Dares Frigio que en Homero o Virgilio.

## Obras
- Famosísimos romances, s. l., s. f.; hay edición moderna de Antonio Rodríguez-Moñino en Viaje a España del rey don Sebastián de Portugal (1576-1577), Valencia, Castalia, 1956.
- Obras, Sevilla, por Andrea Pesioni, 1582
- La antigua, memorable y sangrienta destruycion de Troya, Toledo, por Pedro López de Haro, 1583
- Historia de Rosián de Castilla, Lisboa, por Marcos Borges, 1586 (ed. de Ricardo Arias y Arias, Madrid, Consejo Superior de Investigaciones Científicas, Instituto Miguel de Cervantes, 1979)
- Conserva espiritual, Medina del Campo, por Francisco del Canto, 1588
- Vida y ejemplares fábulas del ingeniossisimo fabulador Esopo Frigio, y de otros autores assi griegos como latinos, con sus declaraciones, Sevilla, por Juan de León, 1590.
- Teatro. Comedia salvaje. Comedia Metamorfosea. Ed. de R. Narciso García-Plata, Textos UEX, 2000.